# Mykolas Lasinskas
Mykolas Lasinskas (* 1. Dezember 1916 in Moskau, Russland; † 25. Mai 2020) war ein litauischer Ingenieur, Hydrotechniker und Flussforscher, Professor.

## Leben
1948 absolvierte Mykolas Lasinskas das Studium an der Kauno universitetas in Kaunas. 1972 promovierte er in Geografie. 1980 wurde er Mitglied der Lietuvos mokslų akademija, jetzt ist er Emerit (2018).
1948 bis 1957 lehrte er an der Kauno universitetas (jetzt VDU) und Kauno politechnikos institutas, 1950 bis 1955 und 1974 bis 1984 an der Lietuvos žemės ūkio akademija. Ab 1976 war er Professor. 1957 bis 1994 arbeitete er am Forschungsinstitut Lietuvos energetikos institutas, wo er bis 1987 Fachbereich Hydrologie leitete.

## Auszeichnung
- 1965: Staatspreis von Sowjetlitauen